# Leptoxis arkansensis
Leptoxis arkansensis är en snäckart som först beskrevs av Hinkley 1915.  Leptoxis arkansensis ingår i släktet Leptoxis och familjen Pleuroceridae. Inga underarter finns listade i Catalogue of Life.